# Chauffry
Chauffry település Franciaországban, Seine-et-Marne megyében. Lakosainak száma 1004 fő (2022. január 1.). Chauffry Chailly-en-Brie, Saint-Denis-lès-Rebais, Saint-Siméon és Boissy-le-Châtel községekkel határos.

## Népesség
A település népességének változása:
| Lakosok száma | 1023 | 1019 | 1038 | 1022 | 1023 | 1023 | 1024 | 1014 | 1004 |
|               | 2013 | 2015 | 2016 | 2017 | 2018 | 2019 | 2020 | 2021 | 2022 |